# Demain viendra toujours
Pour plus de détails, voir Fiche technique et Distribution.
Demain viendra toujours (Tomorrow Is Forever) est un film américain  en noir et blanc réalisé par Irving Pichel, sorti en 1946.

## Synopsis
À Baltimore, aux États-Unis. Juste avant la fête de Noël 1918, un mois après la fin de la Première Guerre mondiale, Elizabeth, mariée depuis un an, apprend que son époux John Andrew MacDonald, qui venait de partir au front en Europe au mois d'août, est mort au combat. Anéantie, elle découvre aussi qu'elle est enceinte. Son patron, Lawrence Hamilton, l'aide à traverser cette période douloureuse et s'occupe d'elle ainsi que de son nouveau-né. 
En réalité, John Andrew a été gravement blessé au combat et est soigné depuis le 3 octobre 1918 dans un hôpital militaire allemand en tant que « lieutenant américain sans identité », mais il est défiguré et a subi une chirurgie réparatrice, ce qui le rend méconnaissable. Comme il n'envisage pas de retourner aux États-Unis pour ne pas imposer à sa femme la présence d'un mari aussi diminué, il refuse de donner sa véritable identité, préférant ainsi qu'elle le croie mort. Il est soigné par le Dr Ludwig, qui poursuit ses soins après la guerre. 
Pensant être veuve, Elizabeth accepte d'épouser Lawrence Hamilton et vingt ans s'écoulent jusqu'à l'année 1939. Elizabeth a eu un autre fils, alors âgé de 13 ans, et le fils de son premier mari, surnommé Drew, va fêter sous peu ses 21 ans et sa majorité. 
John Andrew MacDonald, qui n'a jamais quitté l'Europe, rentre en Amérique sous son nouveau nom d'Erik Kessler (et sa nouvelle nationalité autrichienne), accompagné par sa fille de huit ans, Margaret Ludwig, adoptée par John Andrew car ses parents, le Dr Ludwig et sa femme, ont été tués par les nazis. Il trouve un emploi de chimiste auprès de Lawrence Hamilton, le second mari d'Elizabeth, tout en ne sachant pas que ce dernier a pris Elizabeth pour épouse. 
Hamilton invite John Andrew à une soirée donnée chez lui. Lorsque John Andrew reconnaît Elizabeth, il a un choc. Mais Elizabeth ne le reconnaît pas, tant il a changé avec sa barbe et ses lunettes ainsi que sa canne. Quand John Andrew apprend l'âge du fils aîné d’Elizabeth et que le prénom complet du jeune homme est aussi John Andrew, il comprend qu'il s'agit de son fils biologique. 
Malgré son émotion et pour ne pas briser le bonheur de son ancienne épouse, il décide de ne pas révéler sa véritable identité.

## Fiche technique
- Titre original : Tomorrow Is Forever
- Titre français : Demain viendra toujours
- Titre belge : Vivre pour demain[5]
- Réalisation : Irving Pichel
- Scénario : Lenore J. Coffee, d'après le roman Tomorrow Is Forever de Gwen Bristow (1943)
- Musique : Max Steiner
- Décors : Wiard Ihnen
- Costumes : Jean-Louis Berthault
- Photographie : Joseph Valentine
- Montage : Ernest J. Nims
- Producteur : David Lewis (en)
- Société de production : International Pictures (en)
- Société de distribution : RKO Radio Pictures
- Pays de production :  États-Unis
- Langue originale : anglais américain
- Format : noir et blanc — 35 mm — 1,37:1 — son : mono (Western Electric Mirrophonic Recording)
- Genre : Drame de guerre? mélodrame
- Durée : 105 minutes
- Dates de sortie :
  - États-Unis :20 février 1946
  - France : 4 février 1949

## Distribution
- Claudette Colbert : Elizabeth Hamilton
- Orson Welles : John Andrew MacDonald alias Erik Kessler
- George Brent : Lawrence Hamilton
- Lucile Watson : Jessica Hamilton (tante Jessie)
- Richard Long : Drew Hamilton
- Natalie Wood : Margaret Ludwig
- John Wengraf : Dr Ludwig
- Sonny Howe : Brian Hamilton
- Michael Ward : Drew enfant
- Ian Wolfe : Norton
- Joyce Mackenzie : Cherry Davis
- Tom Wirick : Pudge Davis
- Lane Watson : la secrétaire de Hamilton
- Henry Hastings : Daniel

Acteurs non crédités
- Leonard Carey : un serviteur chez les Hamilton
- Douglas Wood : Charles Hamilton